# Clostridium diolis
Clostridium diolis  è una specie di batterio appartenente alla famiglia delle Clostridiaceae.